# مکنده‌ماهی‌کش

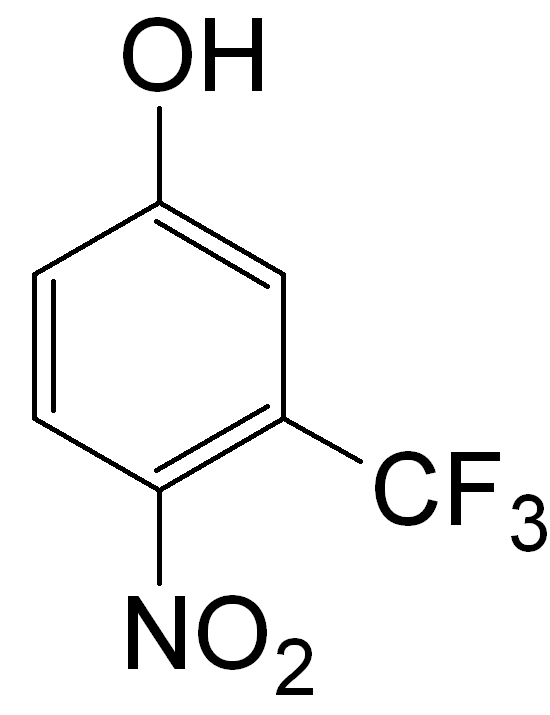
ساختار شیمیایی ۳-تری‌فلوئورومتیل-۴-نیتروفنول (TFM)، یک سم رایج برای مبارزه با مکنده‌ماهی است

مکنده‌ماهی‌کش (انگلیسی: Lampricide) یا سم مبارزه با مکنده‌ماهی، نوعی از مواد شیمیایی است برای از بین بردن لاروهای مکنده‌ماهی در شبکه‌های رودخانه‌ای قبل از تبدیل شدن آنها به انگل‌های استفاده می‌شود. نوعی از این سم‌ها برای مبارزه با مکنده‌ماهی‌ها در سرچشمه‌های دریاچه چمپلین و دریاچه‌های بزرگ در آمریکا برای کنترل مارماهی دهان‌گرد دریایی (Petromyzon marinus) که یک گونه مهاجم در این دریاچه‌ها است، استفاده می‌شود.
تی‌اف‌ام (۳-تری‌فلوئورومتیل-۴-نیتروفنول) اصلی‌ترین ماده شیمیایی مورد استفاده برای این منظور است. این ماده به دلیل آبگریز بودن، از غشاهای بیولوژیکی عبور می‌کند.
تی‌اف‌ام یک جداکننده متابولیک است - به این معنی که زنجیره انتقال الکترون را از سنتز آدنوزین تری‌فسفات جدا می‌کند که منجر به ناکامی فرایند تنفس سلولی می‌شود. این کار با مختل کردن شیب الکتروشیمیایی که ای‌تی‌پی سنتاز را به کار می‌اندازد انجام می‌شود - به عنوان یک اسید، یون‌های H+ را به ماتریس میتوکندری می‌دهد. زنجیره انتقال الکترون تحت تأثیر قرار نمی‌گیرد و بدون تولید اِی‌تی‌پی به استفاده از اکسیژن ادامه می‌دهد.
در حالی که نظر کلی این است که تی‌اف‌ام به‌طور معمول به سایر ماهی‌ها آسیب نمی‌رساند (به دلیل رابطه بین آرواره‌دهانان و مکنده‌ماهی‌ها)، سم مبارزه با مکنده‌ماهی می‌تواند برای بسیاری از دوزیستان، مانند سمندرهای (جنس Necturus) که اغلب زیستگاه‌های مشابهی دارند، مشکل‌ساز باشد. همچنین، برخی از گونه‌های «اولیه» ماهی مانند ماهیان خاویاری در دریاچه‌های بزرگ به مواد شیمیایی مانند تی‌اف‌ام حساس هستند.